# Nine.com.au
Nine.com.au是澳洲的一家由Microsoft和PBL Media各出資一半的合資企業。它是澳洲最受歡迎的網站，其在澳大利亚的影响力类似于Nine Network和MSN。它的流行很大程度上歸因於它是澳洲Internet Explorer 6 用戶的默認首頁，同時也是當澳洲用戶登出Windows Live Hotmail后自動出現的網站。
該企業成立于1997年，擁有合資$50，000，000，集資于所有微軟的綫上資產和PBL的媒體資產，包括Nine Network，Australian Consolidated Press (ACP) 和其它PBL資產。 
2006年4月时，ninemsn收购了澳大利亚在内容聚合以及移动出版业务上的领导者HWW Limited公司，并由此开展了電視、電影、音樂、餐廳等业务.

## 外部連結
- ninemsn（页面存档备份，存于）